# Utilisation de l'eau en république démocratique du Congo
Avec le fleuve Congo dont le bassin versant incorpore de manière assez étroite la totalité du pays - un débit moyen de 41 000 m3/s (1 260 km3/an), et des précipitations abondantes et régulières, la république démocratique du Congo n'est pas dépourvue d'eau. Les eaux de surface de la RDC représentent environ 52 pour cent des réserves en eau de l’Afrique. Cependant, l’abondance en eau contraste nettement avec l’approvisionnement effectif, estimé en 2000 à seulement 7 m3 par individu par an lorsque la quantité d’eau disponible par individu est estimée à 19 967 m3 (2008). L’utilisation d’eau en république démocratique du Congo (RDC) est par habitant considérablement plus faible que celle de plusieurs pays arides du Sahel faisant face à un problème de pénurie physique d’eau. 
Les prélèvements en eau douce vont principalement à un usage domestique (52 %), le secteur agricole bénéficiant des précipitations abondante a recours à une agriculture pluviale et ne nécessite que de très peu de prélèvements supplémentaires en eau pour l'irrigation (32 %), les prélèvements à destination de l'industrie sont faibles (16 %), le taux d'exploitation des ressources renouvelable en eau est bas (0,04 %). En 2000, FAO Aquastat a estimé que les prélèvements totaux d’eau s’élevaient à 356 millions de m3 pour cette année. À titre de comparaison, c'est un dixième de la quantité d'eau prélevée sur la même période par la seule centrale nucléaire de Saint-Alban en France (3 668 millions de m3) ou 1 % des prélèvements en eau de la France (33 milliards de m3 pour la France métropolitaine).
Malgré l’abondance des eaux de surface, la grande majorité de la population congolaise dépend des nappes phréatiques et des sources pour s’approvisionner en eau potable. On estime que les nappes phréatiques représentent presque 47 pour cent (421 km3 /an) des ressources hydriques renouvelables de la RDC. L'aquifère du bassin du Congo fait partie des 37 plus grands aquifères du monde, a dépassé son seuil de durabilité et est en déplétion,.

## Ressources en eau douce et approvisionnement en eau

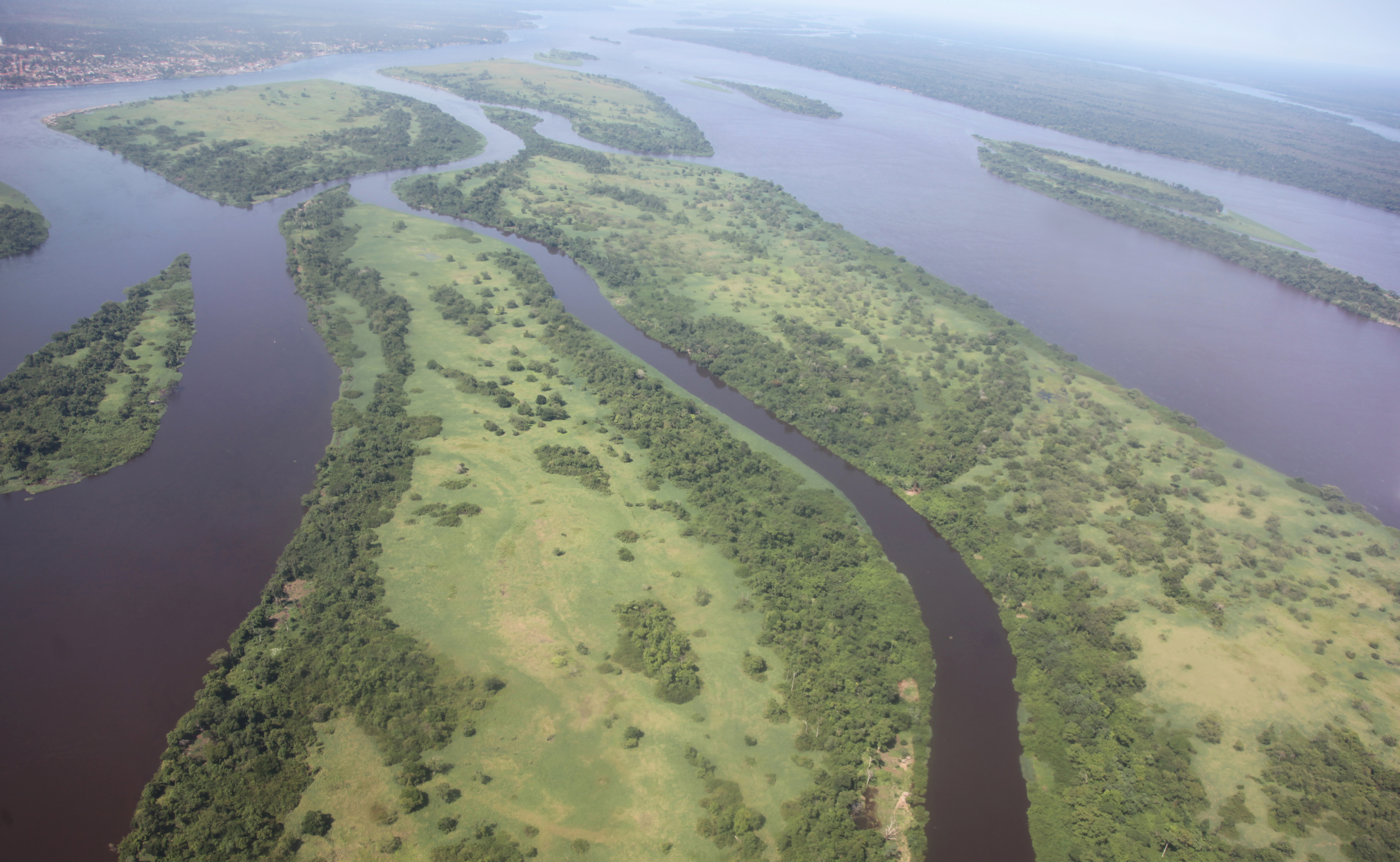
Vue aérienne du fleuve Congo.

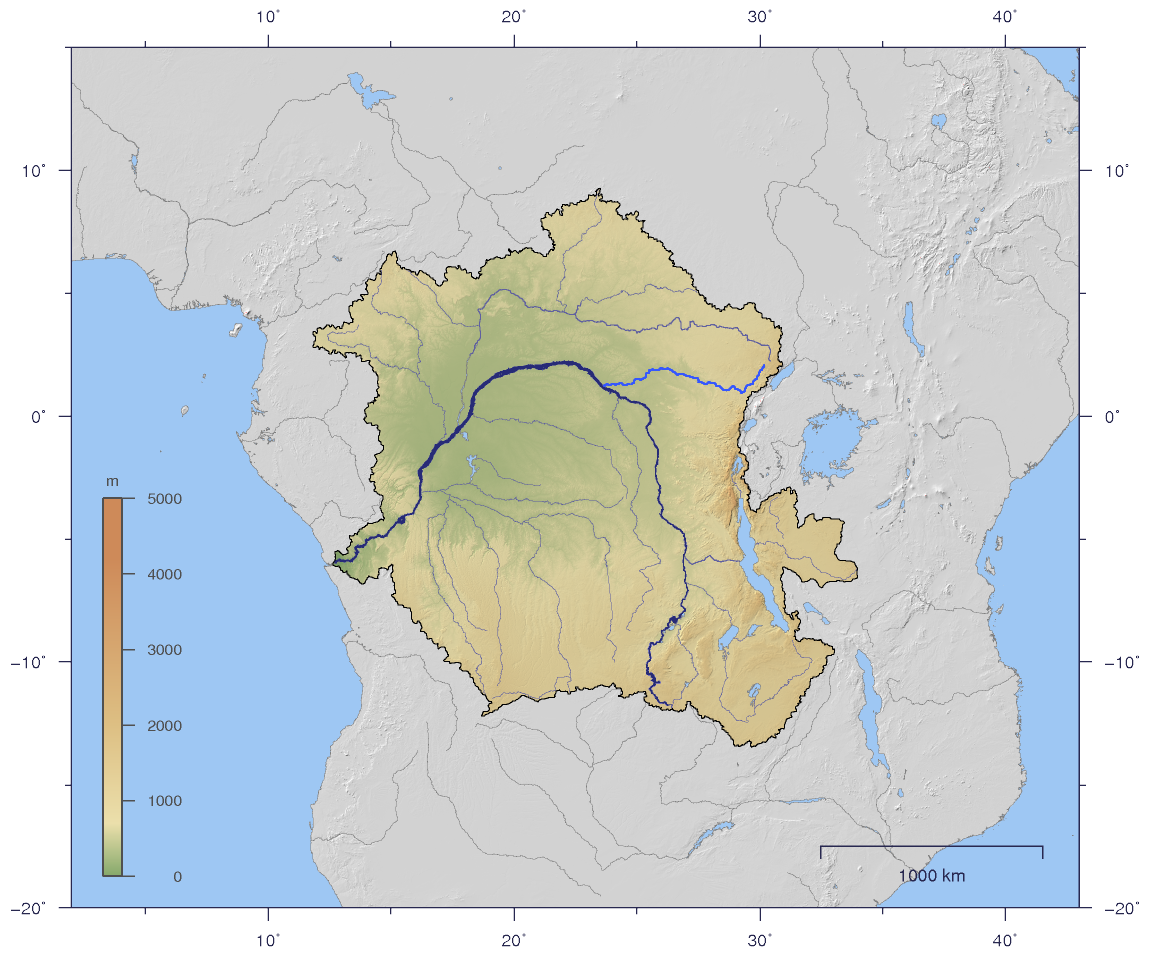
Bassin versant du fleuve Congo.

La RDC est le pays le plus riche en eau d'Afrique. Il représente environ 52 % des réserves d'eau de surface de l'Afrique et 23 % des ressources en eau renouvelables intérieures de l'Afrique. Les ressources internes en eau douce renouvelables par habitant ont été estimées à 19 967 m3/personne/an en 2008, quand la moyenne mondiale de consommation d’eau est 1 240 m3/individu/an. Cette valeur est nettement supérieure à la limite de suffisance en eau reconnue internationalement de 1 700 m3/personne/an.
La RDC a des précipitations annuelle moyenne d'environ 1 646 mm/an, variant dans l'espace et le temps (800-1 800 mm/an). De plus, la RDC possède une autonomie d'eau considérable puisque 70 % de ses ressources en eau renouvelables sont générées en interne par les précipitations. L'abondance des ressources en eau en RDC est liée à la vaste couverture forestière qui s'étend sur 155,5 millions d'hectares.
Les ressources en eaux de surface de la RDC sont dominées par le fleuve Congo et ses affluents. Avec un débit moyen d'environ 41 000 m3/s, le fleuve Congo a le deuxième plus grand débit au monde. Le bassin du fleuve Congo représente 98 % de la superficie du pays et fournit au pays l'un des plus vastes réseaux fluviaux au monde. La qualité des eaux de surface est généralement très bonne, à l'exception des points chauds de pollution localisés dans les centres urbains et à proximité des exploitations minières. La qualité élevée de l'eau résulte principalement de la forte capacité de dilution du réseau hydrographique, de la faible densité de population et de la prédominance des activités humaines appartenant au type de subsistance, avec un impact minime sur l'environnement.
Les rivières et les lacs représentent environ 3,5 % de la superficie de la RDC. 
On estime que les eaux souterraines représentent environ 47 % des ressources en eau renouvelables internes de la RDC. Les sources situées dans les forêts denses constituent la principale source d'approvisionnement en eau pour la majorité de la population. Cependant, les informations sur l'étendue et la qualité des ressources en eaux souterraines et des sources en RDC sont rares. De simples sources captées sont couramment utilisés pour l'approvisionnement en eau dans les villages dispersés et les zones périurbaines. L'approvisionnement en eau à grande échelle à partir des sources à travers les réseaux de distribution est utilisé dans de nombreuses villes, y compris Beni, Bunia, Lisala, Lubumbashi, Kisingani et Mbuji-Mayi. L'approvisionnement en eau des puits forés en profondeur est limité à un faible pourcentage de la population. La plupart des quelque 1 000 puits ont été construits entre les années 1960 et 1990 et ont des rendements compris entre 15 et 80 m3/h. Les puits de pompage manuels et mécaniques et les puits creusés représentent environ 10 % de l'approvisionnement en eau potable.
En 2015, environ 1 million de personnes n'avaient toujours pas accès à de l'eau « améliorée ». En 2015, 76 % de la population avait accès à une source d'eau «améliorée», respectivement 96 % et 40 % dans les zones urbaines et rurales,.

## Utilisation de l'eau
Les prélèvements d'eau par personne ont été estimés à 7 m3/personne/an en 2014, ce qui indique un faible niveau de mobilisation des ressources en eau (moins de 1 pour cent),. La consommation d'eau par habitant en RDC est considérablement inférieure à celle de nombreux pays arides du Sahel, qui connaissent un problème physique de pénurie d'eau. L'eau est principalement utilisée à des fins domestiques, représentant 52 % du total des prélèvements d'eau en RDC. L'agriculture (agriculture pluviale essentiellement, mais aussi irrigation) représente 32 % du total des prélèvements d'eau, suivie par l'industrie avec 16 %. La pêche, la production d'hydroélectricité et la navigation sont d'autres utilisations importantes de l'eau en RDC, qui ne sont généralement pas incluses dans les statistiques sur l'utilisation de l'eau.
Le prélèvement d'eau en RDC devrait augmenter de manière significative d'ici 2025. L'utilisation domestique, l'agriculture et l'industrie devraient augmenter respectivement de 470 %, 375 % et 225 %. Cependant, la consommation d'eau d'ici 2025 ne représenterait encore que 0,16 % des ressources en eau douce renouvelables de la RDC.

## Crise de l'eau en république démocratique du Congo

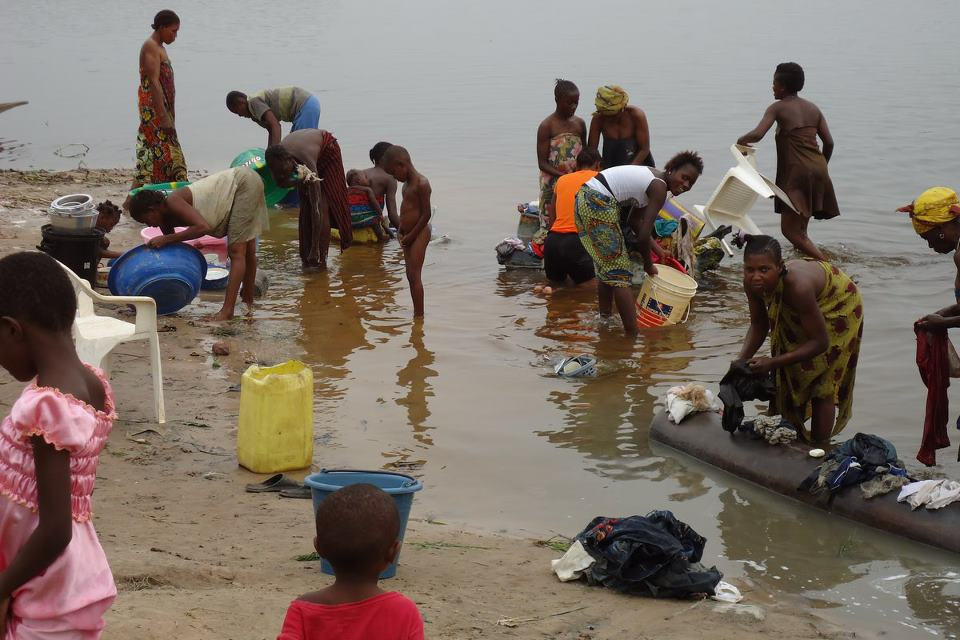
Congo River - source d'eau potable, mais aussi menace pour la santé publique.

Bien que la république démocratique du Congo (RDC) dispose des plus grandes ressources en eau douce d'Afrique, elle souffre d'une grave crise d'approvisionnement en eau potable. Le pays a l'un des taux d'accès à l'eau potable les plus faibles de l'Afrique subsaharienne. Seulement 46 % de la population avait accès à une source d'eau potable améliorée en 2012. En outre, la couverture de l'assainissement était estimée à seulement 31 % en 2012. Les informations actualisées et précises sur les services d'approvisionnement en eau et d'assainissement en RDC sont rares. En raison des services d'approvisionnement en eau et d'assainissement inadéquats, de nombreux habitants souffrent de maladies d'origine hydrique, notamment la diarrhée, la typhoïde et  choléra.
La crise actuelle de l’eau résulte de la dégradation de l’infrastructure hydraulique due au sous-investissement dans le secteur de l’eau et à la destruction liée aux conflits, ainsi que de la croissance rapide de la population, estimée à 4 % dans les zones urbaines et à 2,5 % dans les zones rurales par la Banque mondiale en 2009. Dans l'ensemble, le secteur de l'approvisionnement en eau et de l'assainissement de la RDC se caractérise par plusieurs juridictions institutionnelles qui se chevauchent et se contredisent. Par conséquent, la crise de l'eau en RDC peut être considérée comme un problème de pénurie d'eau économique, entravant le développement du pays. L'article 48 de la Constitution de 2006 de la RDC reconnaît le droit humain à l'eau. La réhabilitation et le développement du secteur de l’eau est une priorité à laquelle le gouvernement national s’est engagé dans les stratégies de croissance et de réduction de la pauvreté et à laquelle il a adhéré dans le cadre international des Objectifs du Millénaire pour le développement.

## Structure du secteur de l'eau
Le développement et la réhabilitation du secteur de l'eau sont une priorité pour laquelle le gouvernement national s'est engagé dans les documents de stratégie pour la croissance et la réduction de la pauvreté (DSCRP I et DSCRP II) et dans le cadre international des Objectifs du Millénaire pour le développement. La gouvernance du secteur de l'eau en RDC est structurellement faible et caractérisée par des mandats institutionnels qui se chevauchent et se contredisent. La capacité de mise en œuvre est le principal facteur limitant du développement dans le secteur de l'eau. Des flux d'aide importants ont été mobilisés pour la réhabilitation des infrastructures d'approvisionnement en eau, mais en raison de dysfonctionnements institutionnels et administratifs, de faibles capacités et d'infrastructures de soutien, de logistique et de services économiques, l'utilisation des fonds a été considérablement ralentie. Dans les projets publics, l'utilisation des investissements est généralement inférieure à 50 %. En outre, d’autres investissements financiers sont nécessaires pour une réforme globale du secteur de l’eau.

### Cadre institutionnel
La gestion du secteur de l'eau en RDC est répartie entre plusieurs ministères et organisations. Le Ministère de la planification est responsable de l’élaboration et du suivi des stratégies de croissance et de réduction de la pauvreté définies. Sous l'autorité du Comité national de l'eau et de l'assainissement (CNAEA), il est chargé de l'élaboration et du suivi des politiques, de la coordination des ministères et de la coopération avec les partenaires de développement du secteur de l'eau. La coopération étatique REGIDESO est chargée de fournir des services d'approvisionnement en eau dans les zones urbaines. Elle opère sous la supervision administrative et financière du ministère des finances et sous la supervision technique du ministère de l'énergie. Le service national des eaux usées rurales, SNHR, relève du ministère du Développement rural et est responsable du développement des services d'approvisionnement en eau potable en zones rurales et périurbaines,. Le ministère de la Santé publique est également impliqué dans le secteur de l'eau en milieu rural à travers les programmes Villages Assainis et Écoles Assainies, soutenus par l'UNICEF et conçus pour impliquer les communautés rurales dans le développement de services améliorés d'eau potable et d'assainissement,.

### Assistance internationale et ONG
L'assistance internationale joue un rôle important dans le développement du secteur de l'eau en RDC. L'aide internationale est estimée à 62 millions de dollars par an, ce qui correspond à environ 95 % du total des investissements. Les projets financés visent principalement à atteindre les objectifs du Millénaire pour le développement des Nations unies et les stratégies nationales de réduction de la pauvreté. Les investissements internationaux ciblent également les secteurs de l'eau urbains et ruraux. Dans les zones périurbaines et rurales, l’aide internationale représente la quasi-totalité des investissements totaux.
Dans le cadre des efforts humanitaires et de secours d'urgence pendant la période de conflit, des ONG internationales et nationales ont mis en place une multitude de projets de services d'approvisionnement en eau en RDC. Les ONG fournissent des services essentiels d'approvisionnement en eau dans les zones reculées négligées par les efforts gouvernementaux. Cependant, ils sont souvent mal coordonnés et se concentrent sur des activités conçues pour améliorer immédiatement l'approvisionnement local en eau, mais ne disposant pas de structures de gestion suffisantes pour entretenir l'infrastructure dans le futur.

### Réforme du secteur de l'eau
Le secteur de l’eau fait actuellement l’objet d’une réorganisation par une réforme gouvernementale lancée en 2006 avec l’aide de partenaires de développement internationaux, en particulier le projet allemand de réforme de l’eau de la GIZ. En 2010, le gouvernement de la RDC a adopté un code de l'eau complet axé sur les objectifs de développement national, qui fournit un cadre législatif national pour la gestion durable de l'eau. La gestion intégrée des ressources en eau (GIRE) est un principe fondamental énoncé dans le Code de l'eau, qui vise à établir un processus structuré permettant de concilier les intérêts des différentes parties prenantes. Les concepts clés comprennent un système de zonage des terres pour assurer la protection des ressources stratégiques en eau potable et de leurs bassins versants, le principe de l'utilisateur-payeur, le principe du pollueur-payeur, le principe de précaution, le principe de subsidiarité et le dialogue et la consultation publics.
Le gouvernement de la RDC a également publié un plan d'action pour le développement du secteur de l'eau potable d'ici à 2020. L'objectif du plan d'action est d'assurer la mise en œuvre de la réforme du secteur de l'eau. Par conséquent, il sert également à harmoniser les interventions des donateurs internationaux et à préserver l'orientation de leurs activités autour du programme national.
La transformation structurelle du secteur de l'eau est un aspect essentiel de la réforme de l'eau. Il comprend le remplacement du CNAEA par un Conseil national de l'eau, qui aura pour mandat de diriger l'ensemble du secteur de l'eau sur la base d'une approche GIRE, la création de conseils provinciaux de l'eau, de comités locaux de l'eau et d'associations d'usagers de l'eau dans le cadre de l'approche décentralisée et la création d'agences responsables de la gestion des ressources en eau au niveau des bassins versants et des sous-bassins. En outre, la REGIDESO est soumise à la transformation en une entreprise publique commerciale.

## Problèmes clés dans le secteur de l'eau
Seulement 46 % de la population de la RDC avaient accès à une source d'eau potable améliorée en 2012, contre une moyenne de 60 % en Afrique subsaharienne. La couverture d'assainissement était estimée à seulement 31 % en 2012. Le manque d'eau potable et les mauvaises conditions sanitaires représentent un risque majeur pour la santé publique. La mortalité des enfants de moins de cinq ans était estimée à 11,9 % en 2015, contre 9,2 % en Afrique subsaharienne, avec une prévalence élevée de maladies d'origine  hydrique telles que la diarrhée, le choléra, la dysenterie et la fièvre typhoïde,.
Il y a un écart géographique majeur dans la disponibilité de l'eau potable, 79 % de la population urbaine ayant accès à l'eau potable contre 29 % de la population rurale et périurbaine. Cependant, dans de nombreuses régions de la RDC, l'accès à l'eau potable était inférieur à 5 % en 2011. Le niveau d'accès aux installations sanitaires améliorées est très faible, mais comparable dans les zones urbaines (33 %) et les zones rurales (29 %). Les investissements financiers sont nettement orientés vers les zones urbaines, 85 % du financement total étant affecté au développement du secteur de l'eau en milieu urbain, bien que la population rurale comprenait encore 58 % de la population totale en 2014.

### Secteur de l'eau urbain et périurbain
Bien que l’accès à l’eau potable soit nettement plus faible dans les zones rurales que dans les zones urbaines en RDC, le nombre réel de personnes sans accès à l’eau augmente beaucoup plus rapidement dans les zones urbaines en raison de la croissance démographique plus rapide. Le taux de croissance annuel moyen de la population urbaine sur la période 2010-2015 a été estimé à 4 %, contre un taux de croissance démographique de 1,9 % dans les zones rurales. La population vivant en zone urbaine est estimée à 42 %. La croissance rapide de la population dans les zones urbaines est associée à l’élargissement de l’étalement urbain et pose des difficultés majeures dans la mise en place d’infrastructures d’eau adéquates. L’expansion incontrôlée de la construction de logements, de l’agriculture et de l’approvisionnement en bois de chauffage affecte de nombreux bassins versants périurbains.
Les services d'approvisionnement en eau de la REGIDESO souffrent de la dégradation de ses infrastructures en raison du manque d'électricité, de l'absence de nouveaux investissements et d'entretien,. Les années de conflit armé, le manque de leadership, la faiblesse de la gouvernance, la faiblesse des finances publiques due au non-paiement des factures d'eau et une politique tarifaire peu rentable, ainsi que le retard des performances opérationnelles de la REGIDESO ont conduit à la détérioration de l'état des services urbains d'approvisionnement en eau.
La couverture en eau urbaine est caractérisée par des hétérogénéités importantes. Plus de 85 % des raccordements urbains sont situés dans quatre provinces: Kinshasa, Bas-Congo, Katanga et Sud-Kivu. En outre, le financement est fortement axé sur la ville de Kinshasa, recevant près de 40 % des investissements totaux dans le secteur de l’eau en milieu urbain.

### Secteur de l'eau en milieu rural
La majorité de la population de la RDC sans accès à l'eau potable vit dans des zones rurales. Le secteur des eaux rurales de la RDC a été négligé pendant de nombreuses années et se caractérise par une infrastructure détériorée en raison du manque d'entretien et de pièces détachées. De plus, de nombreux systèmes d’eau sont de mauvaise qualité. Les principales sources d'approvisionnement en eau en milieu rural sont les sources, qui représentent environ 90 % de l'approvisionnement en eau en milieu rural. Les sources ont l'avantage de ne nécessiter qu'un investissement minimal pour l'installation et la maintenance. Cependant, les sources sont souvent exploitées sans protection et développement adéquats. Les puits peu profonds, qui utilisent des pompes manuelles et motorisées, constituent une autre source importante d’approvisionnement en eau dans les zones rurales. Les autres sources d'approvisionnement en eau en milieu rural comprennent les forages, les petits systèmes de distribution par conduites et les systèmes de collecte des eaux de pluie. Généralement, les redevances pour les systèmes d’eau en milieu rural ne couvrent pas les coûts de fonctionnement. De plus, presque aucun test de qualité de l'eau n'est effectué.
Les investissements actuels dans le secteur de l'eau en milieu rural visent l'expansion des forages et des petits réseaux de canalisations dans les grands villages, qui desservent chacun entre 2 000 et 5 000 personnes et sont gérés par des associations communautaires autonomes et des entreprises privées locales. En outre, les programmes Villages Assainis et Écoles Assainies visent le développement systématique du secteur de l’eau en milieu rural dans de petits villages dispersés de 500 à 1 000 personnes. Le concept clé du programme est l'amélioration de la qualité de l'eau potable en exploitant les sources et en installant des puits peu profonds avec l'aide des communautés locales,. Les petits villages de moins de 100 habitants, qui représentent 37 % de la population rurale, ne sont pas pris en compte par le programme et représentent donc une lacune dans les plans de développement du secteur de l'eau.

### Impacts sociaux
La crise de l'eau en RDC affecte particulièrement les groupes les plus vulnérables de la société, à savoir les femmes et les enfants vivant dans des zones périurbaines pauvres et non planifiées et dans des zones rurales reculées. Dans les centres urbains surpeuplés, les ménages doivent souvent acheter leur eau à des prix exorbitants en raison de la rareté de l'offre et de la demande, tandis que les sources d'eau non améliorées sont utilisées pour l'approvisionnement en eau potable des zones rurales.
Généralement, les femmes et les enfants assument la responsabilité principale de l'approvisionnement en eau de leurs familles. La rareté de l'approvisionnement en eau transforme ce processus en une activité très laborieuse et longue, ce qui diminue le temps disponible pour l'éducation.

### Dégradation des ressources en eau

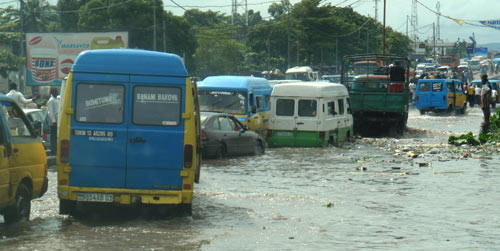
Inondation à Kinshasa.

Dans de nombreuses régions de la RDC, les changements d'utilisation des terres sont associés à la dégradation des sources d'eau potable. La principale menace pour les sources d'eau potable est la croissance non réglementée des zones urbaines et rurales. La non-existence de zones de protection de l’eau potable entraîne l’exposition des zones sources vulnérables à la pollution et à la dégradation des sols. Les sources, les zones d’absorption des rivières, les têtes de puits, les segments prioritaires de lacs et réservoirs ainsi que les zones de recharge des aquifères constituent les sources d’eau les plus menacées. La modification des régimes de ruissellement, l’érosion accrue et la dégradation de l’environnement sont les conséquences de l’expansion non réglementée des zones habitées et agricoles. L'aménagement de logements, la mauvaise construction des routes, les latrines à fosse, les fosses septiques, les opérations minières et les résidus miniers sont des facteurs importants contribuant à la pollution des sources d'eau. Dans les zones urbaines, l'industrie, les stations-service, les garages, les abattoirs et les eaux de ruissellement sont d'autres sources de contamination. La contamination biologique due à l'évacuation des eaux usées et des déchets solides et à l'augmentation des charges en sédiments en suspension sont les deux principales sources de pollution.
La cause sous-jacente de la dégradation des ressources en eau est le manque de planification et de gestion organisées de l’utilisation des terres. De plus, le suivi de la qualité de l'eau à l'échelle nationale fait défaut.

## Résoudre la crise de l'eau: recommandations de l'ONU
Afin d'atteindre les objectifs d'eau énoncés dans les documents de stratégie pour la croissance et la réduction de la pauvreté et les objectifs du Millénaire pour le développement, le PNUE a publié plusieurs recommandations pour aborder les problèmes de l'eau en RDC dans son rapport technique de 2011. Ces recommandations s'articulent autour de trois aspects : Appui à la réforme de la gouvernance du secteur de l'eau, renforcement des capacités techniques et institutionnelles et création d'une base de données scientifique.
Les recommandations identifiées comme « interventions clés » comprennent : a) l'élaboration d'une politique nationale de l'eau, des stratégies sectorielles de l'eau et de réglementations statutaires; b) la mise en place d'un système national complet d'information sur l'eau; c) la mise en œuvre d'une gestion autonome et communautaire des infrastructures d'eau à petite échelle; d) mise en place d'un programme de renforcement des capacités pour les institutions décentralisées de l'eau; e) élaboration et mise en œuvre de plans de protection des sources axés sur les bassins hydrographiques.
Les recommandations de l'ONU sur les problèmes de l'eau en RDC avaient une date butoir de 2015, conformément aux objectifs du Millénaire pour le développement des Nations unies. Le rapport mondial 2015 sur les objectifs du Millénaire pour le développement est déjà disponible. Cependant, une évaluation détaillée de la situation actuelle du secteur de l'eau en république démocratique du Congo n'a pas encore été publiée. En janvier 2016, la Banque mondiale a commandé une étude pour caractériser les niveaux de pauvreté en RDC, y compris l'évaluation de la qualité de l'accès aux services d'eau et d'assainissement.